# تونكو إسماعيل إدريس
اللواء تونكو إسماعيل بن السلطان إبراهيم (30 يونيو 1984-)، هو الوريث الظاهر لعرش ولاية جوهر. وهو الابن الأكبر للسلطان إبراهيم إسكندر ورجا زاريث صوفيا.
إسماعيل هو الوصي وولي العهد لجوهر. أصبح الوصي على ولاية جوهر عند تولي والده العرش باعتباره يانغ دي بيرتوان أغونغ السابع عشر لماليزيا (ملك ماليزيا) في 31 يناير 2024. وأصبح رسميًا حاكمًا لجوهر في 28 يناير 2024.